# Människor helt utan betydelse
Denna artikel handlar om Johan Klings roman Människor helt utan betydelse. För filmen med samma namn, se Människor helt utan betydelse (film).
Människor helt utan betydelse är en svensk roman av Johan Kling, utgiven 2009 på Norstedts.

## Handling
Romanen utspelar sig under en sommardag 1998 och skildrar utsatthet och kyla i ett prestigeinriktat Stockholm. Huvudpersonen Magnus söker utan framgång ett jobb inför hösten. 

## Karaktärer (urval)
- Magnus, romanens protagonist och berättarröst. En frilansande redaktör i film- och TV-branschen som har det kärvt jobbmässigt. Hans självkänsla är låg och han saknar en drivkraft och motivation att ta tag i saker.
- Josefin, Magnus flickvän.

## Mottagande
Romanen mottogs väl när den kom ut. Dagens Nyheter skrev: "Varsamt, mycket varsamt, målar han fram sin Magnus som den enda betydliga människan i en stad av silhuettklippta obetydligheter. Det är en vacker och ömsint debut som är diskret som en snyftning i eftermiddagssolen."

## Utmärkelser
Människor helt utan betydelse vann 2010 Borås Tidnings debutantpris för romanen. Den blev även en av tio nominerade i Stockholms Stadsbiblioteks omröstning 2010 om den bästa Stockholms-skildringen i litteraturen genom tiderna.

## Adaptioner
Boken filmatiserades, med samma titel som boken, 2010 och hade premiär på Göteborgs filmfestival 2011. Filmen regisserades av Gustaf Skarsgård och var dennes regidebut.

## Intertextualitet
- Det kolsyrade mineralvattnet Ramlösa
- Konstskolan Konstfack
- Den franska orten Juan-les-Pins
- Kaffesorten Gevalias reklamfilmer.
- Park hotell
- Snabbmatskedjan McDonald's
- Författaren Gustave Flaubert
- Varuhusen NK och Ikea

## Övrigt
Författaren har sagt att Människor helt utan betydelse har inspirerats av Gogols Döda själar och James Joyce Odysseus.